# RCC2
RCC2‏ (Regulator of chromosome condensation 2) هوَ بروتين يُشَفر بواسطة جين RCC2 في الإنسان.